# Stig Ryberg
Karl Oskar Stig Ryberg, född 14 april 1917 i Eslöv, död 24 oktober 1989 i Arlöv, var en svensk målare, tecknare och skulptör.
Han var son till stationsförmannen CE Ryberg och Anna Lovisa Jonasson och från 1948 gift med fil. mag. Anne Kirstine Koch-Simonsen. Han studerade vid Edvin Ollers och Isaac Grünewalds målarskolor i Stockholm samt vid Det Kongelige Danske Kunstakademi i Köpenhamn 1950 därefter fortsatte han sina studier vid Académie de la Grande Chaumière i Paris. Han debuterade med en separatutställning i Köpenhamn 1950 och två år senare ställde han ut separat på De ungas salong i Stockholm. Han medverkade i samlingsutställningar arrangerade av Hörby konstförening och i utställningar med kristen konst i Småland och Skåne. Bland hans offentliga arbeten märks en porträttbyst i brons av professor Otto Rydbeck för Historiska museet i Lund, en träskulptur och vapenhusgaller för Härlövs kyrka i Skåne och offentliga mosaikarbeten på olika platser i landet, för Eslövs kyrka utförde han två glasmålningar i korets spetsbågefönster 1967 och för Husie kyrka en dopfunt. Hans konst består av ett mosaikartat kubistiskt måleri och glasfönsterkompositioner och dopfuntar. Som illustratör medverkade han med teckningar i Stockholms-Tidningen.